# Henk Lombaers
Hendrik Joseph Maria (Henk) Lombaers (Amsterdam, 22 juli 1920 – Doorn, 29 augustus 2007) was een Nederlands wiskundige, hoogleraar aan de Technische Universiteit Delft, en pionier op het gebied van operationele research in Nederland.

## Loopbaan
Lombaers behaalde de middelbare akte wiskunde. Van 1945 tot 1956 was hij als beroepsmilitair betrokken bij onder meer de invoering van radargestuurde luchtdoelartillerie. In 1956 begon hij bij Koninklijke Hoogovens als operationeel onderzoeker. Hier deed hij onder andere onderzoek naar de overslagcapaciteit van de haveninstallaties met behulp van computersimulaties. Ook hield hij zich bezig met de statistische aspecten van simulatie. In 1968 werd hij hoogleraar kwantitatieve aspecten van de bedrijfsleer aan de Technische Hogeschool te Delft, waarbij hij de inaugurele rede sprak Voorzien en verzinnen. In 1985 ging hij met emeritaat met de redevoering Daar moet je maar niet te hard op rekenen. Lombaers werd in Delft opgevolgd door Joop Evers, die hoogleraar aan de Universiteit Twente was.
Bij Lombaers zijn gepromoveerd J.P.C. (Jack) Kleijnen in 1971 (later hoogleraar simulatie- en informatiesystemen aan de Universiteit Twente), H.W. (Hendrik) van der Meerendonk in 1971, J.J. (Johannes) Botman in 1981, en Jaap van den Herik in 1983.

## Publicaties
- 1968. Voorzien en verzinnen. Rotterdam : Universitaire Pers Rotterdam
- 1969. Trio-logie: Variaties over een thema uit de bedrijfsleer. Met Pierre Malotaux en Jan in 't Veld
- 1969. Operationele research in Nederland. Het Spectrum.
- 1970. Project planning by network analysis; proceedings of the second international congress Amsterdam, The Netherlands, 6-10 October 1969. H.J.M. Lombaers (redactie).
- 1985. Daar moet je maar niet te hard op rekenen. Delftse Universitaire Pers
- 1985. Operations research : praktijk en theorie : symposium ter gelegenheid van het afscheid van prof. H.J.M. Lombaers gehouden op 6 juni 1985 te Delft. Wil Heins (redactie). Delftse Universitaire Pers.

- Digitale Bibliotheek voor de Nederlandse Letteren: lomb015
- International Standard Name Identifier: 0000 0000 4161 6101
- Library of Congress Control Number: no96055173
- Mathematics Genealogy Project: 115778
- Nationale Bibliotheek van Israël: 987007317105505171
- Système universitaire de documentation: 177329653
- Virtual International Authority File: 57735586
- WorldCat: E39PBJxWTkpCwJXm3QVvg6cMfq